# Esquina megye
Esquina egy megye Argentínában, Corrientes tartományban. A megye székhelye Esquina.

## Települések
Önkormányzatok és települések (Municipios y comunas)
- Esquina
- Pueblo Libertador